# Парадримония золотая
Парадримо́ния золота́я (лат. Paradrymonia aurea) — вид цветковых растений рода Парадримония (Paradrymonia) семейства Геснериевые (Gesneriaceae). Эндемик Эквадора. Обитает в тропических и субтропических влажных горных лесах.